# Grad Ribnica (Koroška)(Stari grad)
Grad Ribnica (Koroška) (nemško Burgruine Reifnitz) leži na skalni polici na goznatem hribu nad enakoimenovanim krajem v občini Otok, ki spada v občino  Hodiše v zahodnem delu avstrijske zvezne dežele Koroške. Grad je bil prvič omenjen 1145. Grad je bil verjetno zgrajen leta 977, na kar lahko sklepamo po omembi kapele, kasnejše grajske kapele. Grad Ribnica je bil opuščen po letu 1659 in prepuščen propadanju. Danes stoji le nekaj ostankov zidov, ki kažejo na nekdanjo velikost in mogočnost.

## Zgodovina
Grad Ribnica( na Koroškem) ima prve začetke v gradnji obrambnega sistema na skali sedanjega grajskega hriba pri Sv. Marjeti nad Ribnico verjetno v času zgodnjega srednjeveškega pokristjanjevanja poganskih Alpskih Slovanov in kolonizacije s strani bavarsko-frankovskih kolonistov v 8/9. stoletju. Iz tega izvira v naslednjih stoletjih eden izmed najmočnejših gradov okoli Vrbskega jezera, ki je prevladoval v celotni južni obali Vrbskega jezera in območju Hodiškega jezera. Grad je bil prvič omenjen 1145. Grad je bil verjetno zgrajen leta 977, na kar lahko sklepamo po omembi kapele, kasnejše grajske kapele, saj so bili v tem času cerkve in kapele grajene kot lastniške, torej je takrat obstajal tudi grad. Leta 1171 je grad in gospostvo Ribnica imel v fevdu grof Albert III. Bogenski.  Omembo gradu Ribnice Grad v dokumentih zasledimo leta 1189 in 1195. Leta 1242 je tudi Ribnica prišla pod vojvodo Friderika II. Avstrijsko-štajerskega, ki je grad prepustil svojemu ministerialu Henriku III. Trušenjskemu. Po izumrtju Trušenjskih po moški liniji je njihov zet Meinhard iz Enzelsdorfa leta 1283 izročil svoje pravice do Ribnice na deželne kneze Goriško-tirolske grofe.
V 14. stoletju in v prvi polovici 15. stoletja je bil grad Ribnica podeljevan v zastavo. Ob potresu iz 1348, je bil poškodovan. Pogodbeniki za prezidavo v zgodnjem srednjem veku na poznogotsko jedro stavbe so gospodje Hodiški, ki so verjetno prejeli finančno pomoč salzburškega nadškofa Leonhard. Temeljni kamen v oboku cerkvene ladje, kjer je pritrjena grbovna plošča Hodiških , z repo, kaže na to dejstvo. Plemič Cholo iz Ribnice, graditelj gradu, je imel poleg številnih sinov hčerko Jutto. Leta 1382 je gradiščan na gradu Eckehard Ribniški (von Reifnitz), ki ima hči Ludmillo. Ludmila se je poročila z vitizom iz Leonsteina.
Po številnih spremembah lastništva je od 1456 družina Hodiških gospodov izpričana kot najemniki ali gradiščani iz Ribnice. Leta 1499 je cesar  Maksimilijan I. bratoma Siegmundu in Wolfgangu iz Hodiš najprej Ribnico podelil v najem, leta  1506 sta grad odkupila. Leta 1659 je deželno sodišče Ribnica pripadlo Hansu grofu von Rosenberg. Pravo središče posesti Ribnice in Hodiš je nato preselil na grad v Hodiše, grad Ribnica je bil opuščen in prepuščen propadanju. Danes stoji le nekaj ostankov zidov in dala idejo nekdanje velikosti in moči tega sistema.
Romanska kapela, od katerih ni nič več ostalo, se je nahajala na najvišji točki nekdanjega gradu. Na mestu nekdanje grajske kapele sedaj stoji cerkev svete Marjete (posvetil leta 1532 Viktrinški opat Polidor), ki je podružnična  cerkev župnijske cerkve svetega Jurija v Hodišah in je v prostoru Ribnice- Hodiše verjetno najstarejša cerkvena ustanova. Prostor, kjer stoji poznogotska cerkev, je omejen na treh straneh s strmimi stenami. 

## Spletne povezave
- Grad Ribnica na Koroškem (razvaline starega gradu - fotografije